# ГЕС Huichon 1
ГЕС Huichon 1 – гідроелектростанція у центральній частині Північної Кореї. Знаходячись перед ГЕС Huichon 2, становить верхній ступінь в каскаді на річці Чхончхонган (Chongchon), яка тече в південно-західному напрямку до впадіння у Західно-Корейску затоку (Жовте море). При цьому сама Huichon 1 живиться за рахунок деривації ресурсу з річки Changja (ліва притока Ялуцзян, яка утворює кордон між Північною Кореєю та Китаєм).
В межах проекту Changja перекрили бетонною греблею Ryongrim (Yongnim). З утримуваного нею сховища у південно-західному напрямку під водорозділом зі сточищем Чхончхонган прокладено дериваційний тунель довжиною 30 км. На завершальному етапі по схилу гори до розташованого на березі річки машинного залу спускаються три напірні водоводи довжиною біля 0,9 км кожен.
Наразі наявні лише дані щодо спільної потужності станцій Huichon 1 та Huichon 2, яку визначають на рівні 300 МВт. Введені в експлуатацію у 2012 році, ці ГЕС є найбільшим гідроенергетичним проектом, реалізованим у Північній Кореї в 21 столітті.